# Rappach (Bretzfeld)
Rappach ist ein Ortsteil von Bretzfeld im Hohenlohekreis im nördlichen Baden-Württemberg.

## Ortsgliederung
Rappach liegt auf beiden Seiten des Dimbachs, der über den im Norden an Rappach vorbeifließenden Schwabbach bald in die Brettach entwässert. Zur ehemaligen Gemeinde Rappach gehören das Dorf Rappach sowie die abgegangene Ortschaft Steinfurt. In den 1980er Jahren wurde nördlich des Schwabbachs das Neubaugebiet Steinsfeld erschlossen.

## Geschichte
1215 wurde Rappach als Ropach das erste Mal urkundlich erwähnt, 1253 wurde der Ort Rotbach und 1277 Rotpach genannt. Bei der Herleitung des Ortsnamens wird von einem roten Bach ausgegangen. Der Ort wurde wohl im 9. oder 10. Jahrhundert gegründet und möglicherweise einst durch die Umsiedlung der Bewohner des noch im 16. Jahrhundert bezeugten, heute jedoch abgegangenen Ortes Steinfurt vergrößert. Vom frühen 13. bis zum frühen 15. Jahrhundert kommt mit den Herren von Rappach ein Ortsadel vor, der Lehen der Herren von Weinsberg und des Bistums Würzburg innehatte und wohl auch die Burg Edelmannshof in Rappach besaß, die jedoch schon 1341 wohl nicht mehr bestand, da sie damals bereits als Burgstall bezeichnet wurde. Das Lehen fiel nach dem Ende der Herren von Rappach an die Herren von Weinsberg zurück, die den Ort 1450 an die Kurpfalz abtraten. Nach dem Landshuter Erbfolgekrieg kam der Ort 1504 an Württemberg. Ein Schultheiß und ein Gericht werden erstmals 1494 erwähnt, ein Rathaus 1683. Die Grundbesitzverhältnisse waren insbesondere nach dem Dreißigjährigen Krieg stark zersplittert. Württemberg besaß nur einen Hof mit zwei Lehen (insgesamt rund 160 Morgen Fläche), weiteren Besitz hatten u. a. das Stift Öhringen, der Deutsche Orden, das Haus Hohenlohe, der Johanniterorden und das Kloster Lichtenstern. In der Schindersklinge am nordwestlichen Ortsrand exekutierte am 11. November 1942 die Stuttgarter Gestapo den polnischen Zwangsarbeiter Czesław Trzciński an einem Galgen; Trzciński war zuvor in Rappach bei einem Bauern beschäftigt gewesen.

### Territoriale Zugehörigkeit
Rappach wurde 1806 dem Oberamt Weinsberg zugeordnet und spätestens 1824 zur selbstständigen Gemeinde erhoben. Als das Oberamt Weinsberg 1926 aufgelöst wurde, kam der Ort zum Oberamt Öhringen (ab 1938: Landkreis Öhringen). Am 1. Februar 1972 wurde Rappach nach Bretzfeld eingemeindet. Die Kreisreform 1973 führte zur Zugehörigkeit zum Hohenlohekreis.

### Wirtschaft
Die Landwirtschaft des Ortes war insbesondere von Ackerbau und Obstbau geprägt, auch Weinbau ist im Ort seit 1343 nachgewiesen und spielte in der Vergangenheit eine bedeutendere Rolle. Zu den historisch bedeutsamen Betrieben in Rappach zählen eine bereits im 13. Jahrhundert bezeugte, östlich des Ortes im Brettachtal gelegene Mühle sowie mehrere heute nicht mehr bestehende Brauereien und Brennereien. Der erste Industriebetrieb des Ortes war die 1952 gegründete Landmaschinenfabrik Dengert.

## Wappen
Die Blasonierung des ehemaligen Gemeindewappens lautet: In Silber ein roter Wellenbalken, darüber zwei, darunter eine fünfblättrige, golden besamte rote Rose.

## Sehenswürdigkeiten
Die evangelische Kirche Rappach bildet auf einem Bergsporn die historische Dorfmitte. Die weithin sichtbare Kirche stammt ihrer ältesten Bausubstanz nach aus der Stauferzeit: an den Außenecken des Kirchenschiffs ein Kopf mit Adlerflügeln, ein Löwe und zwei Fratzen als Traufkonsolen, der Turmsockel aus zeittypischen Buckelquadern und innen ein breiter, quadratischer Turmchor mit einem romanischen Fenster. Kurz vor 1500 wurde die Wehrkirche in ummauertem Friedhof Unserer lieben Frau, dem heiligen Jakobus und Johannes geweiht (1499 gehörte Rappach zur Pfarrei Waldbach, mit der es 1534 durch den Landesherrn Württemberg reformiert wurde). Im 17. Jahrhundert wird der Bau durch eine Sakristei, den Chorbogen, die Chorempore und das Westportal ergänzt und der Turm um ein Fachwerkgeschoss erhöht und mit einem Pyramidendach versehen. Im Chor befindet sich ein Wandtabernakel mit gotischem Schloss; die Altarmensa ist noch mittelalterlich. Die Innenrenovierung von 1966/67 hat gut erhaltene Fresken (Passions- und Ostergeschichte in 16 Feldern) aus dem 14. Jahrhundert und eine spätere Christophorusdarstellung freigelegt. Aus den 1960er Jahren stammt die Farbverglasung eines kleinen Fensters mit einem Pfingstmotiv. Die Flachdecken im Chor und Schiff sind ebenfalls modern. Die Kirche war wohl jeher Filialkirche der Kilianskirche in Waldbach. Heute gehört sie zur Evangelischen Gesamtkirchengemeinde Bretzfeld-Rappach im Kirchenbezirk Weinsberg-Neuenstadt der Evangelischen Landeskirche in Württemberg.
Die Alte Kelter wurde 1712 erbaut und gelangte 1835 in den Besitz der Gemeinde, die sie 1935 renovierte.